# Aleksandr Rozanow
Aleksandr (Abram) Borisowicz Rozanow (Rozenbardt) (ros. Александр (Абрам) Борисович Розанов (Розенбардт), ur. 31 maja?/12 czerwca 1896 w Kostiantynohradzie w guberni charkowskiej, zm. 8 września 1937) – funkcjonariusz radzieckich organów bezpieczeństwa, starszy major bezpieczeństwa państwowego, szef Zarządu NKWD obwodu kijowskiego (1934–1935), odeskiego (1935–1937) i woroneskiego (1937).

## Życiorys
W dokumentach deklarował narodowość rosyjską, jednak po aresztowaniu stwierdzono, że jest Żydem o prawdziwym nazwisku Rozenbardt. Od listopada 1916 w SDPRR(b), od października 1917 do lutego 1918 w Czerwonej Gwardii, od marca do czerwca 1918 w Najwyższej Radzie Gospodarki Narodowej Rosyjskiej FSRR. Od czerwca do grudnia 1918 w ochronie pogranicznej Czeki, od stycznia do kwietnia 1919 sekretarz Wszechukraińskiej Czeki przy Radzie Komisarzy Ludowych Ukraińskiej Republiki Ludowej, od kwietnia do sierpnia 1919 inspektor Wszechukraińskiej Czeki przy Radzie Komisarzy Ludowych Ukraińskiej SRR. Od września 1919 do marca 1920 zastępca kierownika tajnego działu kazańskiej gubernialnej Czeki, od marca 1920 do 1921 członek Kolegium kijowskiej gubernialnej Czeki, w latach 1921–1922 zastępca przewodniczącego połtawskiej gubernialnej Czeki, 1922–1923 szef działu tajno-operacyjnego czernihowskiego gubernialnego oddziału GPU. Od lipca do 22 września 1923 szef czernihowskiego gubernialnego oddziału GPU, 1924-1925 szef wydziału transportu drogowego GPU Kolei Jekaterynosławskiej, od stycznia do lipca 1925 pomocnik szefa donieckiego gubernialnego oddziału GPU, od 15 lipca 1925 do 11 czerwca 1928 szef okręgowego oddziału GPU w okręgu stalińskim (obecnie obwód doniecki). Od 19 lipca 1928 do 5 września 1930 szef okręgowego oddziału GPU w Mikołajowie, równocześnie szef Wydziału Specjalnego OGPU 15 Dywizji Piechoty, od 5 września 1930 do grudnia 1931 szef operacyjnego sektora GPU w Połtawie, od 22 grudnia 1931 do 14 lutego 1932 szef Kijowskiego Sektora Operacyjnego GPU, od 14 lutego 1932 do 10 lipca 1934 szef Kijowskiego Obwodowego Oddziału GPU. Od 15 lipca 1934 do 31 marca 1935 szef Zarządu NKWD obwodu kijowskiego, od 31 marca 1935 do 14 czerwca 1937 szef Zarządu NKWD obwodu odeskiego, od 14 czerwca do 20 lipca 1937 szef Zarządu NKWD obwodu woroneskiego, 29 listopada 1935 mianowany starszym majorem bezpieczeństwa państwowego. 20 grudnia 1932 odznaczony Orderem Czerwonego Sztandaru; otrzymał również odznakę "Honorowy Pracownik Czeki/GPU (V)". 11 lipca 1937 aresztowany, następnie skazany na śmierć i rozstrzelany.